# 青岛山

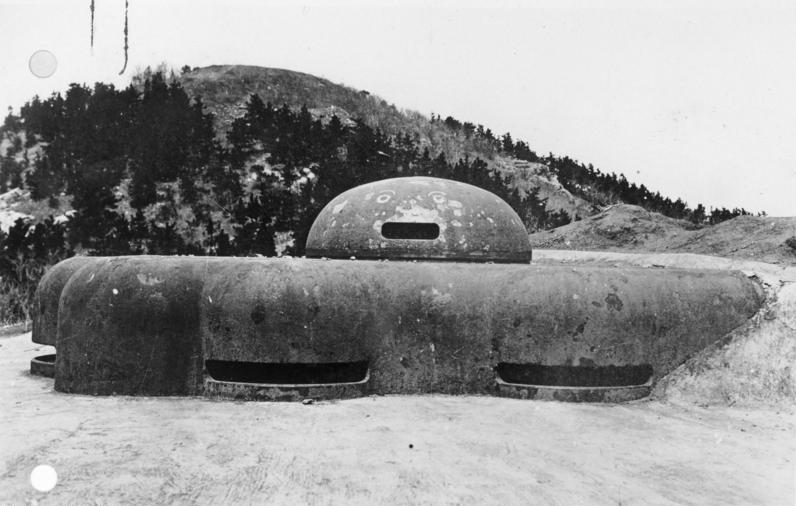

青岛山是中华人民共和国山东省青岛市的“十大山头公园”之一，海拔高度128.5米。位于今青岛市南区中部偏北与市北区交界处，在贮水山与太平山之间。
德国占领青岛期间，该山被命名为俾斯麦山，1899年，山上兴建了俾斯麦炮台。1914年日本攻占青岛，更名为万年山。1922年中国接收青岛主权，命名京山。中华人民共和国成立后，改名青岛山。
1984年，青岛山辟为青岛市的开放公园，修建了数座亭台，可供登临观赏青岛海景与市容。
青岛山炮台遗址于1984年被列为市重点文物保护单位。1997年市政府修复仍保存完好的规模庞大的德军要塞地下指挥部，并向公众开放。2016年，在青岛山炮台遗址东侧开始建设一战博物馆，于2018年12月11日开馆运营。